# なだ万

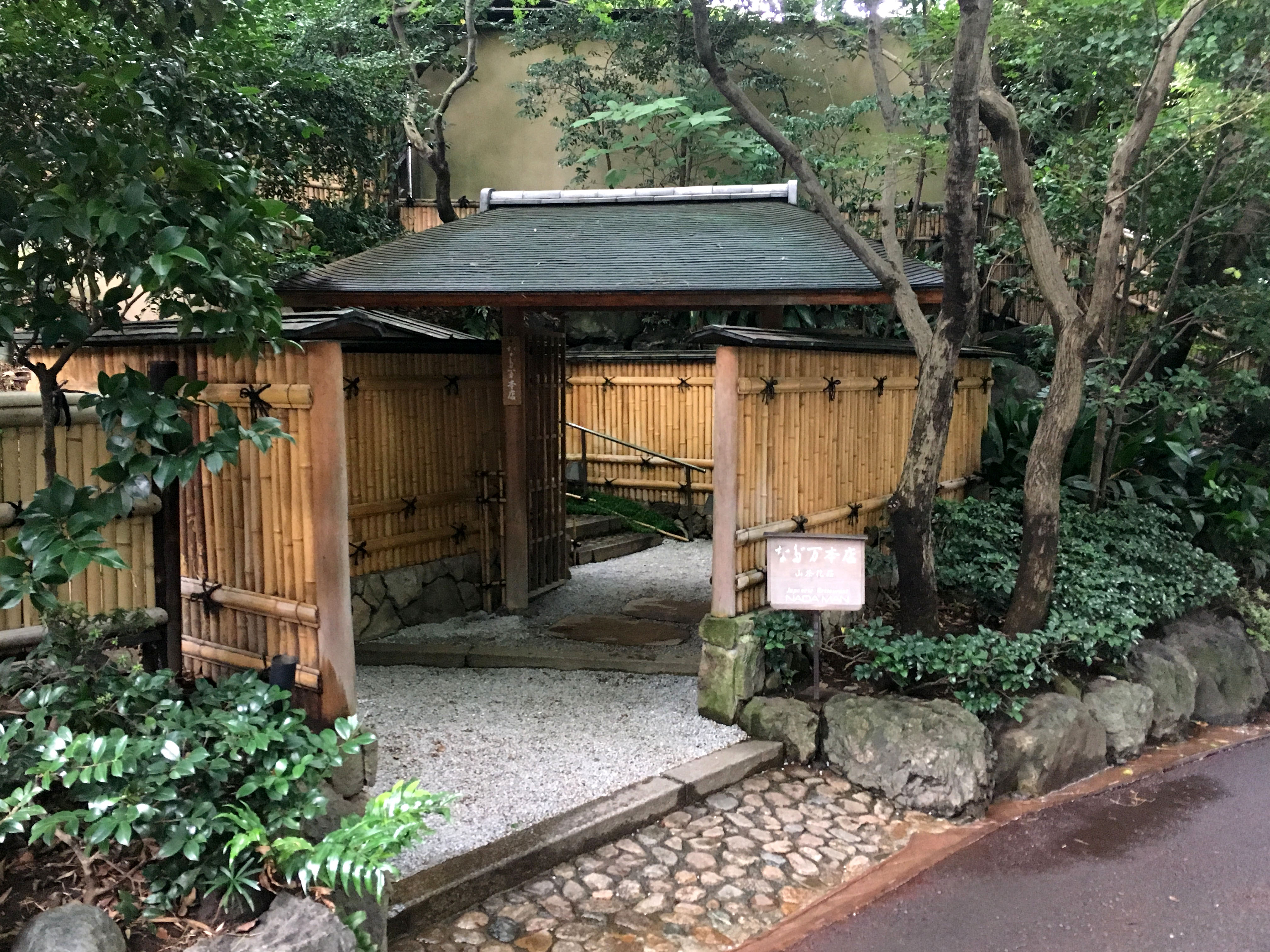
本店 山茶花荘

株式会社なだ万（なだまん）は、1830年（天保元年）創業の日本料理店。客単価1万5千円ほどの高級店として知られ、日本を代表する老舗料亭のひとつである。百貨店などのテナントとして惣菜や弁当の販売も行なっている。

## 歴史
創始者である灘屋萬助は、出身地である長崎の卓袱料理と漢方の知識を元に、長崎料理を大阪風にアレンジした料理屋を1830年に大阪で開いた。そして1871年に北浜で「灘萬楼」を開業した。明治中期には現代のスーパーの嚆矢といえる総合食料品店も開き、当時まだ珍しかったパンを販売した。料亭の灘萬は評判を呼び、政財界の要人や文豪らに親しまれ、その作品にも登場した。
大正時代には、パリ講和会議の折に西園寺公望の訪欧随行料理人として灘萬の店主が指名され、また洋式ホテルの経営にも関わって、レストランでのジャズ演奏は「灘萬ジャズ」と呼ばれた。戦後は帝国ホテルなどに日本料理店の出店を続け、特にホテルニューオータニ庭園の「山茶花荘」（さざんかそう）は政府要人らの会談場所として頻繁に使われ、1986年の東京サミットでは公式晩餐会の会場ともなった。しかし平成に入ると、バブル崩壊、リーマン・ショックなどで高級日本料理店の客足は遠のき、その売上不振を百貨店などでの惣菜販売で補った。
2014年（平成26年）にアサヒビールが創業家（楠本家）から株式51.1%を取得し、なだ万は連結子会社化された。もとよりなだ万の日本料理店で扱うビールの9割はアサヒ商品であり両社の関係は深く、この買収によりなだ万は安定した経営基盤を得た。
しかし、2023年（令和5年）7月、アサヒグループホールディングスは外食事業から撤退する方針を決定し、100％子会社となっていた「なだ万」も売却することになり、翌年2024年9月1日付けで本企業の全株式をONODERA GROUPに売却した。

## 店舗
2024年1月時点で、日本料理店は日本国内では関東圏を中心に25店舗、日本国外では中国などに4店舗を構えており、ほかに総菜販売店あるいは弁当販売店として42店舗を展開している。

## 沿革
- 1830年（天保元年） 初代・灘屋萬助が大阪で料理屋を創業
- 1871年（明治4年） 長崎料理を基調とした大阪料理の店「灘萬楼」を開業
- 1919年（大正8年） 西園寺公望の訪欧に三代目・楠本萬助が随行。
- 1951年（昭和26年） 株式会社に改組。
- 1970年（昭和45年） 帝国ホテルに日本料理店を開店。
- 1973年（昭和48年） ロイヤルホテルに日本料理店を開店。
- 1974年（昭和49年） 本社を大阪から東京のホテルニューオータニ内に移転。
- 1981年（昭和56年） 香港のシャングリ・ラ・ホテルに海外1号店を開店。
- 1986年（昭和61年） 東京サミットを山茶花荘で開催。
- 2005年（平成17年） 愛・地球博長久手会場に出店
- 2011年（平成23年） 『なだ万日本料理の真髄』（幻冬舎メディアコンサルティング）を発売。
- 2014年（平成26年） アサヒビール株式会社が創業家より株式51.1%を取得、傘下入りに合意[10]。
- 2015年（平成27年）谷田部二郎 代表取締役会長に就任
- 2016年（平成28年）アサヒグループの100%グループ会社となる
- 2017年（平成29年）野原優 代表取締役社長に就任
- 2020年（令和2年）巻木通浩 代表取締役社長に就任
- 2023年（令和5年）大貫一敏 代表取締役社長に就任
- 2024年（令和6年）本企業の株式をONODERA GROUPに売却。同社傘下に入り、本社を大手町へと移した。小野寺裕司 代表取締役社長に就任
- 2025年（令和7年）長尾真司 代表取締役社長に就任
- 2025年（令和7年）3月　新業態店舗「しゃぶしゃぶ・すき焼き 専門　灘屋」を福岡・中洲に、とんかつ専門店「京都南座　なだ万　とんかつ」を京都市東山区の劇場　南座　にオープン。

関連項目
- 楠本憲吉
- 中村孝明
- 神田川俊郎
- ONODERA GROUP
- アサヒビール
- ハインリヒ・フロインドリーブ